# Mitsubishi Proudia
Mitsubishi Proudia var en luksusbil, som blev bygget af Mitsubishi fra 1999 til 2001. Modellen blev kun solgt på det japanske hjemmemarked.
Modellen fandtes i 3 udgaver, Proudia A, Proudia B og Proudia C. Proudia A og B var forsynet med en 3,5-liters V6-motor med 240 hk, mens Proudia C var forsynet med en 4,5-liters V8-motor med 280 hk.
Proudia og dens større søstermodel, Mitsubishi Dignity, blev produceret sammen med Hyundai, hvis udgave af bilen blev solgt som Hyundai Equus.
Proudia og Dignity var kun på modelprogrammet i 15 måneder, da Mitsubishi på grund af finansielle problemer var nødt til at indstille produktionen af modellerne, for at holde priserne nede og indskrænke modelprogrammet.
Produktionen af Hyundai Equus fortsatte, og Hyundai planlagde i 2007 at eksportere modellen.